# 만나게 해, 주오
《만나게 해, 주오 feat. 경성혼인 정보회사》는 2017년 9월 10일에 방영한 《KBS 드라마 스페셜 2017》 시리즈 중 두 번째 작품이다.

## 줄거리
1930년대 서구 문물과 함께 낭만적이고 자유로운 연애가 유입되어 혼란스러웠던 시기였다. 그 시절 모던보이, 모던걸에게 최대의 고민은 바로 ‘연애’였다. 부모님이 정해주던 정혼자 아니면 자유로운 연애를 할 것인가, 낭만적 연애냐 구혼조건을 따질 것이냐. 이 모두를 만족시키는 지금의 결혼정보회사가 그 시절에도 있었다면 어떨까라는 발칙한 상상에서 시작되었다. 1930년대 경성, 경성청춘들의 유쾌발랄 만남 프로젝트가 시작된다.

## 등장 인물

### 주요 인물
- 손호준 : 차주오 역

청년 창업자, 경성혼인정보회사 대표. 나름 잘나가던 명문대생이었으나 집안이 망하고 난 뒤 궁여지책으로 경성혼인정보회사를 창업하게 된다. 결혼과 연애가 경성 청춘들의 최대 고민거리라는 걸 파악하여 창업했고, 현재 회원 수가 많이 늘면서 빚도 갚아가고 있다. 그러던 어느 날 한 회원이 가입을 시켜 달라고 찾아온다.
- 조보아 : 이수지(21세) 역

본명 이숙자. 상경 3개월 차. 시골 제천에서 올라와 지금은 10전 잡화점에서 점원으로 일하고 있다. 모던보이와의 연애도, 조건 좋은 남자와의 혼인도 하고 싶은데, 소문으로 들은 혼인정보회사라는 신세계가 있다는 걸 알게 되어 주오의 회사로 찾아든다.

### 주변 인물
- 백수장 : 민대봉 역

주오의 공동 창업자, 경성 최고의 19금 트렌드 세터
- 정이랑 : 진은옥 역

10전 잡화점 사장, 수지의 고향 언니. 자수성가 하여 경성 여성의 표본이 되었다.
- 조재룡 : 하야토 역

조선총독부 경무과장. 유흥업체 단속이 시작되자 경성혼인정보회사를 폐업시키려고 한다.
- 최병모 : 요시다 역

조선총독부 경무 국장, 하야토의 상사
- 전배수 : 차민관(50세) 역 - 주오의 아버지
- 최다인 : 차연화(14세) 역 - 주오의 동생
- 송영재 : 수지의 아버지(51세) 역
- 권수현 : 유토(24세) 역 - 수지의 맞선남, 일본인

### 그 외 인물
- 강희
- 윤선아
- 박세진
- 한채경
- 안두호
- 박현우
- 권영민
- 마민희
- 최명민
- 송동환
- 최영일
- 권오경
- 김우주
- 조연호 (아역)

## 우정출연
- 홍현희

## 시청률
- 전국 시청률 : 4.5%[1]